# Encheiridium
Encheiridium is een geslacht van hooiwagens uit de familie Gonyleptidae.
De wetenschappelijke naam Encheiridium is voor het eerst geldig gepubliceerd door Kury in 2003. 

## Soorten
Encheiridium omvat de volgende 2 soorten:
- Encheiridium montanus
- Encheiridium ruschii